# Violeta la Burra
Violeta la Burra (Herrera, 1936 - Herrera, 29 de enero de 2020) fue una cantante de copla y flamenco, transformista y cabaretera de origen andaluz.
Desarrolló la mayoría de su carrera en Barcelona, donde actuó durante más de cuarenta años y alcanzó reconocimiento como transformista y performer.

## Biografía

### Inicios, Violeta la Burra y primer álbum
Nació en la localidad sevillana de Herrera como Pedro Moreno Moreno, y desde pequeña tuvo un gusto por la actuación. Proveniente de una familia humilde, su madre consiguió pagarle clases de baile en la escuela de Realito, y la niña llegó a bailar en la Feria de Sevilla. En torno a los dieciocho años, se mudó a Barcelona en busca de una carrera artística.
Se inició en el mundo del espectáculo en locales de flamenco de la Rambla de Barcelona como el Barcelona de Noche, donde compartió cartel con artistas como Antonio Machín o Estrellita Castro y se relacionó con Salvador Dalí y Lola Flores. Tras ello, realizó una estancia en Bélgica y regresó de nuevo a la ciudad condal. A mediados de los setenta comienza a actuar en la sala Whisky Twist como Violeta la Burra, con shows más cercanos al cabaret y con elementos cómicos, que le granjearon una gran popularidad. En 1977 grabó el primer álbum de una persona travesti en España, Violeta La Burra, editado por Satosa/Sonitec. En paralelo, sufrió la represión de la policía franquista, que la detuvo en treinta ocasiones.

### Estancia en París y regreso
A finales de los años setenta el empresario Jean Marie Rivière la contrató para trabajar en el Paradis Latin al lado de Miquel Massana y Solans en París, considerado en ese momento la "meca del transformismo europeo", donde interpretó Carmen de Bizet y fue artista principal durante dos años.En este periodo tuvo también un espectáculo propio en el Moulin Rouge. Tras enfermar su madre, regresa a España para cuidarla.
A su regreso a España continuó trabajando en Barcelona, gozando de una amplia popularidad. En 1980 actuó en las Fiestas de la Mercè. El año siguiente estrenó el espectáculo Burla... burlando en la sala Ciro's, y en 1982 actuó como artista principal en la reapertura del Teatro Arnau. En esta etapa es también fotografiada por Humberto Rivas, en unas obras parte de la colección del IVAM, y protagoniza una columna de Francisco Umbral.

### Últimos años
En 2012 recibió el Premio FAD Sebastià Gasch de artes parateatrales como reconocimiento a su trayectoria. Murió en 2020 a los 84 años, siendo enterrada en su pueblo natal.

## Discografía

### Álbumes de estudio
- Violeta La Burra (1977).
- Violeta La Burra (con Orquesta Los Nabos) (1978).
- Violeta La Burra (1992).
- Violeta "la Burra" (1993).
- Cabeza Loca (1995).
- La Criada (1997).
- Lo mejor del milenio (1999).
- Los Amigos de Violeta La Burra (2002).
- Más Cañera Que Nunca (2006).
- 2012, Mejor Que Nunca (2012).
- Violeta (2014).

### Compilaciones
- Las Noches Locas de Violeta La Burra, Sus Grandes Éxitos (2000).

- Medio Siglo de Historia (2012).
- Medio Siglo de Historia. Grandes Éxitos Vol. 2 (2012).

## Filmografía

### Largometrajes
- De picos pardos a la ciudad (Ignacio F. Iquino, 1969).
- Cambio de sexo (Vicente Aranda, 1977).
- Victòria! La gran aventura de un pueblo (Antoni Ribas, 1983).
- El gran Vázquez (Óscar Aibar, 2010).

### Programas de televisión
- El pèndol (1997).
- Jo què sé! (Carles Flavià, 2010).